# 亚科·弗里曼
亚科·弗里曼（芬蘭語：Jaakko Friman，1904年1月13日—1987年2月17日），芬兰男子速度滑冰运动员。他曾代表芬兰参加1928年冬季奥林匹克运动会速度滑冰比赛，获得男子500米铜牌。